# Мануел Сантана
Мануел Сантана Мартинес (на испански: Manuel Santana Martínez) е бивш испански тенисист. 

## Биография
Мануел Сантана Мартинес е роден на 10 май 1938 г. в Мадрид, Испания. 

## Кариера
Мануел Сантана е класиран като аматьорски номер 1 в света през 1965 г. от Нед Потър, и през 1966 г. от Ланс Тингей, и Спорт в СССР.
Той печели Откритото първенство на САЩ през 1965 г. и преди да спечели Уимбълдън на следващата година, той е цитиран да казва, че „тревата е само за крави“, предпочитайки изкуствените настилки.
На Олимпийските игри през 1968 г. в Мексико Сити, Сантана печели златния медал на сингъл, но тенисът тогава е само демонстративен спорт.
Мануел Сантана е включен в Международната тенис зала на славата през 1984 г.
Сантана е два пъти капитан на испанския отбор за Купа Дейвис, веднъж през 1980-те години и отново за четири години и половина в средата на 1990-те. До 2019 г. той е организатор на турнира Мадрид Оупън.
През 2020 г. Мануел Сантана получава наградата на ITF „Филип Шатрие“ за приноса си към тениса, както на корта, така и извън него.

## Кариерна статистика

#### Титли отГолям шлем(4)
| година | турнир      | съперник            | резултат                          |
| ------ | ----------- | ------------------- | --------------------------------- |
| 1961   | Ролан Гарос | Никола Пиетранджели | 4 – 6, 6 – 1, 3 – 6, 6 – 0, 6 – 2 |
| 1964   | Ролан Гарос | Никола Пиетранджели | 6 – 3, 6 – 1, 4 – 6, 7 – 5        |
| 1965   | ОП САЩ      | Клиф Драйсдейл      | 6 – 2, 7 – 9, 7 – 5, 6 – 1        |
| 1966   | Уимбълдън   | Денис Ралстън       | 6 – 4, 11 – 9, 6 – 4              |

### Титли на двойки в турнири от Големия шлем (1)
| година | турнир      | партньор    | съперник               | резултат            |
| ------ | ----------- | ----------- | ---------------------- | ------------------- |
| 1963   | Ролан Гарос | Рой Емерсън | Гордън Форбс Ейб Сегал | 6 – 2, 6 – 4, 6 – 4 |